# Nikolai
Nikolai ist ein männlicher Vorname griechischer Herkunft.

## Herkunft und Bedeutung
Nikolai ist eine Variante des altgriechischen Namens Nikolaos (Νικόλαος), dessen übliche deutsche Form Nikolaus ist. Übersetzt bedeutet der Name „Sieg des Volkes“ oder „Sieger des Volkes“ (nike: der Sieg (Göttin); laos: das Volk). Bekannt geworden ist er durch den Namen des heiligen Nikolaus, der im 4. Jahrhundert Bischof von Myra war.

## Namenstage
- 6. Dezember: Nikolaus von Myra (Nikolaustag: evangelisch, anglikanisch, römisch-katholisch, orthodox, armenisch, koptisch)
- 19. Dezember (julianisch) / 2. Januar (neujulianisch): Nikolai Bezhanitsky (orthodox)

## Varianten
- Nicolai
- Nicolaï
- Nicolay
- Nikolaj
- Nikolajus (litauischer Vorname)
- Nicolaj
- Nikolay
- Mikalai (Mikalaj)
- Mykola

Gebräuchliche Kurzformen:
- Kolja
- Niko
- Nico
- Nikita
- Niki (in Bulgarien)

In Deutschland wird oft auch Nick als Kurzform verwendet.
Der entsprechende weibliche Vorname ist Nikolina (bulgarisch Николина).

## Bekannte Namensträger

### Vorname
- Nikolai (Metropolit) (1892–1961), russisch-orthodoxer Geistlicher
- Nikolai Akimow (1901–1968), sowjetischer Theaterregisseur und -produzent, Bühnenbildner und Grafiker
- Nikolai Astrup (1880–1928), norwegischer Maler
- Nikolai Astrup (* 1978), norwegischer Politiker
- Nikolai Baibakow (1911–2008), sowjetischer Politiker
- Nikolai Baskow (* 1976), russischer Pop-Sänger und Schauspieler
- Nikolai Bojarski (1922–1988), sowjetischer Schauspieler
- Nikolai Bucharin (1888–1938), russischer Politiker
- Nikolai Budaschkin (1910–1988), sowjetischer Komponist und Musikprofessor
- Nikolai Bulganin (1895–1975), sowjetischer Staatsmann
- Nikolai Chrjaschtschikow (1901–1970), sowjetischer Schauspieler
- Nikolaj Coster-Waldau (* 1970), dänischer Schauspieler
- Nikolai zu Dänemark (* 1999), Prinz zu Dänemark, Graf von Monpezat, ältester Enkel von Königin Margrethe II.
- Nikolai Dawydenko (* 1981), russischer Tennisspieler
- Nikolai Durakow (1934–2024), russischer Bandyspieler
- Nikolai Gogol (1809–1852), russischer Schriftsteller
- Nikolai Gorlow (1911–1989), sowjetischer Schauspieler
- Nikolai Khabibulin (* 1973), russischer Eishockeyspieler
- Nikolai Kinski (* 1976), Schauspieler, Sohn von Klaus Kinski
- Nikolai Kondratjew (1892–1938), russischer Wirtschaftswissenschaftler
- Nikolai Iosifowitsch Konrad (1891–1970), sowjetischer Orientalist (Japanologe und Sinologe)
- Nikolai von Krüdener (1811–1891), russischer Offizier deutsch-baltischer Abstammung
- Nikolai Lange (1858–1921), russischer Psychologe
- Nikolai Lebedew (1906–1977), sowjetischer Schauspieler
- Nikolai Leskow (1831–1895), russischer Schriftsteller
- Nikolai Lobatschewski (1792–1856), russischer Mathematiker
- Nikolai Alexandrowitsch Lukaschenko, siehe Mikalaj Aljaksandrawitsch Lukaschenka
- Nikolaj Malchow-Møller (* 1973), dänischer Wirtschaftswissenschaftler und Hochschullehrer
- Nikolai Malko (1883–1961), ukrainischer Dirigent
- Nikolajus Medvedevas (* 1933), litauischer Politiker griechischer Abstammung.
- Nikolai Mjaskowski (1881–1950), russischer Komponist
- Nikolai Muchin (* 1955), sowjetischer und russischer Maler und Bildhauer
- Nikolai Nebogatow (1849–1922), russischer Admiral
- Nikolai Ostrowski (1904–1936), ukrainischer Revolutionär und sowjetischer Schriftsteller
- Nikolai Panin (1872–1956), russischer Eiskunstläufer
- Nikolai Pirogow (1810–1881), russischer Chirurg
- Nikolai Pogodin (1930–2003), sowjetischer bzw. russischer Schauspieler
- Nikolai Putschkow (1930–2005), russischer Eishockeyspieler
- Nikolai Rimski-Korsakow (1844–1908), russischer Komponist
- Nikolai Rastorgujew (* 1957), russischer Sänger
- Nikolai Tokarew (* 1983), russischer Pianist
- Nikolai Tolkatschjow (1903–1987), sowjetischer Schauspieler und Szenenbildner
- Nikolai Trofimow (1920–2005), sowjetischer bzw. russischer Schauspieler
- Nikolai von Japan (1836–1912), russischer Mönch, Erzbischof von Tokio
- Mikalaj Semenjako (* 1976), belarussischer Skilangläufer
- Nikolai Walujew (* 1973), russischer Boxer im Schwergewicht
- Nikolai Wawilow (1887–1943), russischer Botaniker und Genetiker

### Familienname
- Alexander Nikolai (* 1970), österreichischer Politiker (SPÖ)
- Elena Nikolai (1905–1993), bulgarische Sängerin
- Friedrich Nikolai, Geburtsname von Priit Nigula (1899–1962), estnischer Dirigent und Pianist
- Fritz Nikolai (Friedrich Nikolai; * 1925), österreichischer Fußballspieler
- Hans Sebastian Nikolai († 1801), deutscher Schmied und Soldat
- Jarmo Nikolai (* 1984), estnischer Biathlet
- Leopold Fjodorowitsch Nikolai (1844–1908), russischer Brückenbau-Ingenieur und Hochschullehrer
- Rita Nikolai (* 1977), deutsche Bildungsforscherin und Hochschullehrerin